# Gazon Matodja
Da Gazon Matodja (Moitaki, ca 1904 – 1 december 2011) was de granman (hoogste gezagdrager) van de Aukaanse marrons in Suriname en in de diaspora. Hij werd in 1966 door het Okanisi volk benoemd tot hun 14e gaanman. Hij stond bekend om zijn verfijnde diplomatie, wijsheid, welbespraaktheid, vooruitstrevendheid en heldere geest. Gazon Matodja was een gezaghebbende persoonlijkheid en zal de geschiedenis ingaan als de langstzittende gaanman van de (Okanisi of Ndyuka)marrons ooit (stand 2010).

## Biografie
Da Gazon Matodja werd rond 1904 geboren in het dorp Moitaki in het binnenland (Marowijnegebied) van Suriname. Hij behoorde tot de baakabee, een tak van de Otoo-lo. Zijn moeder heette ma Asafii (Otoo-lo) en zijn vader da Sadepai (Misidyan-lo). Zijn vader gaf hem bij zijn geboorte de naam "Sokoton" en zijn moeder de naam "Gazon". Als tienjarige jongen ging hij vaak mee met zijn vader om bagasi (vracht) te vervoeren van Albina en Saint Laurent naar het binnenland van Frans-Guyana. Later, toen da Gazon zelf oud genoeg was om voor zijn eigen levensonderhoud te zorgen en de vrachtvaart niet meer winstgevend was, werkte hij zoals vele andere Ndyuka in die tijd in de houtkap en als losse arbeider bij onder andere (wegen)bouwprojecten van de overheid in het kustgebied van Suriname.

## Traditionele vorming
Nadat zijn oom, granman Pai Amatodya, in 1936 door het Ndyukavolk aangewezen werd als de toekomstige granman van de Ndyuka, vroeg hij da Gazon om hem bij te staan. Da Gazon had toen weliswaar nog geen stem in openbare vergaderingen, maar gaf binnenskamers wel adviezen aan de granman. Zo begon stilzwijgend de traditionele vorming van da Gazon tot toekomstige granman van de Ndyuka. Hijzelf wist dat toen echter nog niet. Da Gazon verliet zijn geboortedorp Moitaki en vestigde zich definitief op Diitabiki, de residentie van de granman van de Ndyuka. Hij vertegenwoordigde zijn oom op vele bijeenkomsten, waarbij de granman door zijn topadviseurs en kabiten vertegenwoordigd moest worden. Hij zat ook in de delegatie die da Pai Amatodya in 1937 begeleidde naar Paramaribo om door de gouverneur erkend te worden als gaanman. Volgens de traditionele wetgeving van de Ndyuka had da Amatodya eerst in het dorp Poeketi traditioneel ingewijd moeten worden, alvorens de gouverneur in Paramaribo hem mocht erkennen. Dit gebeurde niet en het feit dat gaanman Amatodya slechts tien jaar als gaanman regeerde en toen stierf, werd toegeschreven aan deze fout. Daardoor ontbeerde da Pai Amatodya volgens ingewijden de steun van de goden en de voorouders.

## Granman Akontu Velanti
In juni 1947 overleed gaanman Amatodya op Diitabiki. Tijdens zijn leven wees hij da Gazon aan als zijn opvolger. Da Gazon vond zichzelf echter te jong voor het ambt van gaanman en vroeg zijn oom da Akontu Velanti het gaanmanschap op zich te nemen. Op 15 april 1950 werd da Akontu Velanti in Poeketi geïnstalleerd tot gaanman van de Ndyuka.
In de regeerperiode van gaanman Akontu Velanti werd het isolement van de Marronsamenleving doorbroken. Tal van Marrongezinnen vestigden zich permanent in het kustgebied, iets wat voorheen niet gebeurde. Akontu Velanti zette zich in voor een school bij Diitabiki. De Ndyukagemeenschap ging zich ook langzaam maar zeker openstellen voor de cultuur van Paramaribo: techniek, luxegoederen en veranderende normen en waarden deden hun intrede. In 1964 overleed Akontu Velanti.
In augustus 1965 waren de Ndyuka bezig met de voorbereiding van de bookode (=officiële beëindiging van de rouwperiode) voor Akontu Velanti. De toenmalige minister-president Johan Adolf Pengel arriveerde met een delegatie van ongeveer honderd mensen op Diitabiki. Aanvankelijk dacht men dat hij was gekomen om de bookode van da Akontu Velanti bij te wonen, maar al snel bleek dat hij de kandidaat-gaanman, Gazon Matodja, wilde installeren als gaanman. Gazon weigerde, hij wilde namelijk niet dezelfde fout maken als zijn oom da Pai Amatodya toentertijd. Gesteund door de meerderheid van de Ndyuka-lanti (bestuur) bleef hij vasthouden aan zijn traditie. Pengel en zijn delegatie keerden geïrriteerd en onverrichter zake terug naar Paramaribo. Pengel vatte het op als een persoonlijke belediging en het voorval veroorzaakte tot aan Pengels dood, een spanning tussen hem en Gazon.

## Inauguratie
Nadat alle ceremoniën van de bookode voor Akontu Velanti waren afgerond, werd da Gazon Matodja in een openbare vergadering in 1965 voorgedragen voor het ambt van gaanman. In 1966 werd hij in Poeketi geïnstalleerd tot de 14e gaanman van de Ndyuka, gerekend vanaf de formatie van deze samenleving aan het eind van de 18e eeuw. De installatie van een Ndyukagaanman ging gepaard met tal van rituelen en ceremoniën, waarbij de persoon voor het leven werd beëdigd. Na de installatie in Poeketi werd de nieuwe gaanman vervolgens naar zijn residentie op Diitabiki gebracht waar ook de nodige rituelen plaatsvonden. Daarna bezocht de nieuwe gaanman nog twee andere heilige plaatsen van de Ndyuka, de dorpen Gaanboli en Tabiki. Pas toen dat was gebeurd, was de nieuwe gaanman klaar om naar Paramaribo af te reizen voor de erkenning door de landsregering. In juli 1966 brachten de Ndyuka hiervoor gaanman Gazon met een uitgebreide delegatie naar Paramaribo.

## Regeerperiode
De regeerperiode van da Gazon is een van strijd en beproevingen, waarbij hij steeds heeft moeten kiezen tussen handhaving van de oude tradities of meegaan met de veranderingen van zijn tijd. Direct na zijn installatie raakte gaanman Gazon wederom in conflict, nu met zijn oom Asenfu Ameekan. Asenfu had ook gaanman willen worden, maar volgens de traditie had hij daarop geen recht. Via de politiek in Paramaribo (Asenfu was vertegenwoordiger in het Tapanahony-gebied van de N.P.S. van Pengel, die toen nog aan de macht was) wist Asenfu toch nog de functie van edekabiten te krijgen. Hij wierp zich hierdoor op als medebestuurder naast de gaanman en heeft op allerlei manieren geprobeerd het gezag van Gazon te ondermijnen. Het Ndyuka volk accepteerde dit niet en dwong Asenfu in een openbare vergadering in december 1969 zich te onderwerpen aan het gezag van de wettige gaanman.
In 1971 deed zich een nieuw probleem voor, nu met Akalali Akodi. Akalali was van 1971-1979 een beroemde en gezaghebbende religieuze leider bij de Ndyuka. Hij voerde belangrijke religieuze veranderingen door, maar daar bleef het niet bij. Akalali wilde op een gegeven moment ook de politieke en bestuurlijke macht en ondermijnde het gezag van Gazon Matodja. Politiek Paramaribo maakte wederom ook hiervan misbruik. De regering Sedney benoemde Akalali tot kabiten en de daaropvolgende eerste regering Arron benoemde hem tot edekabiten, zodat Akalali zichzelf als medebestuurder zag naast Gazon Matodja. In juli 1977 riep Gazon Matodja een openbare vergadering bijeen om het hoog opgelopen conflict tussen hem en Akalali op te lossen. Akalali kwam niet opdagen. Ook andere pogingen liepen op niets uit. In 1978 riep Gazon Matodja een nieuwe volksvergadering bijeen te Poeketi. Hoewel Akalali deze keer niet was uitgenodigd, ging hij toch met zijn delegatie ernaartoe en verbleef in het aangrenzende dorp Bilose-Poeketi. Hij durfde de zittingen in Poeketi echter niet bij te wonen. Om te voorkomen dat de situatie zou escaleren, werd vanuit Paramaribo een jongerendelegatie afgevaardigd naar de Tualufu-lo Kuutu (algemene vergadering van de twaalf Lo) in Poeketi, waar ook het conflict tussen gaanman Gazon en da Akalali besproken werd. De Ndyuka jongerendelegatie bestond uit vertegenwoordigers van de twaalf lo-verenigingen van de Ndyuka die in Paramaribo zetelden. Dankzij de bemiddeling van deze delegatie onder leiding van André Pakosie en Paulus Dansiman werd het slepende conflict uiteindelijk vreedzaam opgelost. Allereerst zette de delegatie van de twaalf Lo-verenigingen - na overleg met de gaanman en de kabiten van de verschillende lo - de gaanman, alle kabiten en basiya tijdelijk uit hun functies totdat de afvaardiging van de twaalf Lo-verenigingen een oplossing zou hebben gevonden voor het ontstane conflict. Een conflict dat het toenmalige Ndyuka gezag niet kon oplossen. Omdat de Ndyuka samenleving geen moment zonder gezag mag zijn, werd André Pakosie (toen 23 jaar oud) door de vergadering benoemd tot waarnemend granman, Paulus Dansiman tot edekabiten, Sineisi Ajeremi, Makater Pinas en Kusi Djalis tot kabiten, Lulu Kewal, Begimi Laurens, Cornelis Adelaar, Lodi Alfons en Adrianus Tyuku Pinas tot basiya. Als adviseurs traden op, da Hendrik Yeu Daada, kabiten Fitalini en Saabuede Jajo. In acht dagen tijd werd het conflict opgelost en werd het traditionele gezag van de Ndyuka - bestaande uit de gaanman, de kabiten en de basiya - weer hersteld.
Een moeilijke periode voor Gazon Matodja was de Bouterse-Brunswijkoorlog (1986-1992), waarvan zijn volk het slachtoffer werd. De persoonlijke vete tussen Ronnie Brunswijk, een Ndyuka uit het Cotticagebied, en Desiré Delano Bouterse die leider was van het Surinaamse nationale leger, ontketende vergeldingsacties van het leger tegen de Marrons. Mensen werden massaal vermoord (o.a. in Moiwana en Pokigron), hun huizen in brand gestoken en veel Marrons moesten vluchten naar Frans-Guyana en Nederland. Gaanman Gazon kwam onder druk te staan. De Ndyuka Marrons in de vluchtelingenkampen (die hij driemaal bezocht) verwachtten van hem dat hij in het openbaar zou verklaren dat hij achter Ronnie Brunswijk stond. Het militair regime verwachtte van hem dat hij Ronnie Brunswijk de toegang tot het binnenland zou ontzeggen of hem zou uitleveren. De gaanman vond dat hij boven de partijen moest staan en geen mensen mocht aanzetten tot oorlog en moord. Dit standpunt huldigde hij tot op de dag van zijn dood in 2011. In de binnenlandse oorlogsjaren reisde hij verschillende keren naar Frans-Guyana om met de Frans-Guyanese autoriteiten en de toenmalige gaanman Tolinga van de Aluku-marrons (=de Marronsamenleving in Frans-Guyana) te praten over de vluchtelingen - voor het grootste deel Ndyuka van het Cottica-gebied - die in de vluchtelingenkampen verbleven.
In 1987 en 1992 deed gaanman Gazon een oproep via Silvia de Groot en André R.M. Pakosie, waarin hij de wereld om aandacht vroeg voor de noodsituatie die tijdens en na de oorlog in het binnenland was ontstaan. Hij deed een dringend beroep op Nederland om de humanitaire hulp niet stop te zetten. In 1992 leidde hij, op uitnodiging van het COOB (Comité Ondersteuning Ontwikkeling Binnenland, waarvan André R.M. Pakosie voorzitter was, Silvia de Groot secretaris en Kensly Vrede en Truus Koningsbloem leden), een delegatie van vier gaanmannen van de verschillende Marrongemeenschappen en een leider van de Inheemsen, naar Nederland om hulp te zoeken voor het binnenland.

## Buitenlandse reizen
Gaanman Gazon Matodja is de eerste gaanman van de Ndyuka die buiten Suriname verschillende reizen maakte:
- 1970 Nederlandse Antillen
- 1970 Nederland
- 1970 Ghana, Togo, Dahomey en Nigeria
- 1977 Nederlandse Antillen
- 1977 Nederland
- 1977 Nigeria
- 1982 U.S.A. (uitgenodigd op voordracht van Prof. R.F. Thompson, door het Timothy Dwight College, Yale University)
- 1992 U.S.A., Washington op uitnodiging van het Smithsonian Institution
- 1992 Nederland, als delegatieleider van de delegatie van Marronleiders, op uitnodiging van het C.O.O.B. (Comité Ondersteuning Ontwikkeling Binnenland)
- 1996 Nederland
- 2000 Nederland

## Enkele verdiensten
In 1994 benoemde gaanman Gazon Matodja voor het eerst in de Surinaamse Marrongeschiedenis vrouwen tot het op een na hoogste bestuurlijke ambt, namelijk dat van kabiten. Tot dan toe was dit niet gebruikelijk. Vrouwen werden wel benoemd tot basiya (assistenten van de kabiten).
In 2000 benoemde hij tijdens een bezoek aan Nederland, ook als eerste gaanman, één kabiten en een aantal basiya als traditioneel gezag voor de Ndyuka of Okanisi Marrons in Nederland. De kabiten en basiya zijn verenigd in de Raad van Kabiten en Basiya van de Okanisi in Nederland. Het doel van deze raad is om volgens de Marrontraditie ondersteuning te bieden aan Marrons in Nederland in allerlei zaken, die (Marron)organisaties in Nederland gestructureerd volgens westers model, niet adequaat kunnen oplossen.

## Onderscheidingen
Voor zijn verdiensten ontving gaanman Gazon Matodja in de loop der jaren de volgende onderscheidingen:
- 1970: Ridder in de Orde van Oranje Nassau
- 1978: Officier in de Ere-Orde van de Palm
- 1982: Chubb Fellowship (dit is een gerenommeerde internationale onderscheiding die slechts aan staatslieden van wereldformaat wordt toegekend: personen die vóór hem deze onderscheiding ook ontvingen zijn o.a. de ex-presidenten van Amerika Harry Truman, Jimmy Carter en Ronald Reagan, en de vroegere minister van Defensie van Israël Moshe Dayan)
- 1982: Het Ereburgerschap van de stad Croton-on-Hudson in de staat New York
- 1991: Officier in de Ere-Orde van de Gele Ster
- 2000: Gaanman Gazon Matodja Award
- 2000: Jagernath Lachmon Award
- 2000: Grootlint in de Ere-orde van de Gele Ster
- 2018: Opname in de Iconenkalender van NAKS.[1]

## Award
In 1996 riep het Marroninstituut Stichting Sabanapeti, met toestemming van gaanman Gazon Matodja, de Gaanman Gazon Matodja Award in het leven. Het is de hoogste Marrononderscheiding voor mensen en instanties die zich op bijzondere wijze verdienstelijk maakten voor de (Surinaamse) samenleving en in het bijzonder de Marronsamenleving.